# 幻城 (漫畫)
《幻城》是郭敬明小说，林夕画的漫画，灵感借鉴CLAMP的作品《圣传》曾被指控抄袭。将被拍成电影，也由郭敬明担任导演。